# Éva Rakusz
Dans le nom hongrois Rakusz Éva, le nom de famille précède le prénom, mais cet article utilise l’ordre habituel en français Éva Rakusz, où le prénom précède le nom.
Éva Rakusz, née le 13 mai 1961 à Miskolc, est une kayakiste hongroise.

## Carrière
Éva Rakusz participe aux Jeux olympiques de 1980 à Moscou ; elle y remporte la médaille de bronze en K-2 500 mètres avec Mária Zakariás. Elle remporte la médaille d'argent en K-4 500 mètres aux Jeux olympiques de 1988 à Séoul ; elle y est aussi quatrième du K-2 500 mètres avec  Erika Mészáros.
Elle est nommée sportive hongroise de l'année en 1981.